# ISO 3166-2:KP
Die Liste der ISO-3166-2-Codes für  Nordkorea enthält die Codes für die neun Provinzen und vier eigenständigen Städte.

Die Codes bestehen aus zwei Teilen, die durch einen Bindestrich voneinander getrennt sind. Der erste Teil gibt den Landescode gemäß ISO 3166-1 (für  Nordkorea KP), der zweite den Code für die Provinzen und eigenständigen Städte wieder.
Die aktuellen Codes stehen auf der Seite der ISO unter #iso:code:3166:KP zur Verfügung.

## Kodierliste

Provinzen und eigenständige Städte in Nordkorea

### Provinzen
| Provinz        | Code  |
| -------------- | ----- |
| Chagang-do     | KP-04 |
| Hamgyŏng-namdo | KP-08 |
| Hamgyŏng-pukto | KP-09 |
| Hwanghae-namdo | KP-05 |
| Hwanghae-pukto | KP-06 |
| Kangwŏn-do     | KP-07 |
| P’yŏngan-namdo | KP-02 |
| P’yŏngan-pukto | KP-03 |
| Ryanggang-do   | KP-10 |

### Eigenständige Städte
| Stadt     | Code  |
| --------- | ----- |
| Pjöngjang | KP-01 |
| Rasŏn     | KP-13 |
| Namp’o    | KP-14 |
| Kaesŏng   | KP-15 |